# Leatherwolf (1985)
Leatherwolf è il primo album dei Leatherwolf, pubblicato nel 1985 per la Tropical Records.
Nel Regno Unito il disco è stato stampato sotto il nome di Endangered Species e pubblicato per la Heavy Metal Records.

## Tracce
1. Spiter – 3:45
2. Endangered Species – 5:15
3. Tonight's the Night – 3:32
4. The Hook – 3:54
5. Season of the Witch – 3:47
6. Off the Track – 3:41
7. Kill and Kill Again – 4:20
8. Vagrant – 2:46
9. Leatherwolf – 4:10

Bonus track (solo remaster)
1. Alone in the Night – 3:34

## Formazione
- Mike Olivieri - voce, chitarra
- Geoff Gayer - chitarra
- Carey Howe - chitarra
- Matt Hurich - basso
- Dean Roberts - batteria